# Șoldanu
Șoldanu là một xã thuộc hạt Călărași, România. Dân số thời điểm năm 2002 là 3535 người.